# Gletschermessdienst
Der Gletschermessdienst organisiert die Gletscherforschung des Österreichischen Alpenvereins. Schwerpunkt bilden hierbei Längenbeobachtungen an ca. 200 österreichischen Gletschern durch ca. 20 ehrenamtliche Beobachter. In der Öffentlichkeit wird insbesondere der jährliche ÖAV-Gletscherbericht wahrgenommen. Die Daten werden im Alpenvereinsarchiv aufbewahrt. Dort sammelt der Gletscherdienst auch weitere Quellen, die für die Gletscherforschung aufschlussreich sind, beispielsweise historische Gemälde, Texte und Fotos, aus denen sich auf frühere Gletscherstände schließen lässt. Besonders interessant ist die mittlerweile sehr lange Messreihe, die den Längenverlust der Gletscher dokumentiert. Seit 2016 wird der Gletschermessdienst von Gerhard Lieb und Andreas Kellerer-Pirklbauer, beide Wissenschaftler am Institut für Geographie und Raumforschung der Universität Graz, geleitet.

## Geschichte
Die Gletscherforschung im Alpenverein begann 1891 mit einem Aufruf des wissenschaftlichen Beirates des damaligen DuOeAV, sich an den Gletschermessungen zu beteiligen, die Eduard Richter auf Impuls François-Alphonse Forels ab 1890 durchführte. Raimund von Klebelsberg (Leiter 1918–1964) führte 1927 die jährliche Veröffentlichung eines Gletscherberichtes ein. Sein Nachfolger war bis 1979 Hans Kinzl. 1981–2009 wurde der Dienst durch Gernot Patzelt und von 2009 bis 2016 von Andrea Fischer geleitet.

## Belege
1. ↑  Glaziologie Österreich. In: glaziologie.at. Abgerufen am 14. Dezember 2016.
2. ↑  Österreichischer Alpenverein: Gletschermessdienst. Abgerufen am 10. August 2019.
3. ↑  Bergauf 2/2016. In: alpenverein.at. S. 6–7, abgerufen am 13. Dezember 2016.
4. ↑  Gletschermessdienst Österreichischer Alpenverein. In: alpenverein.at. Abgerufen am 13. Dezember 2016.